# Jackass Mail
Jackass Mail is een Amerikaanse western uit 1942 onder regie van Norman Z. McLeod.

## Verhaal
Just Baggot besluit in hetzelfde postbedrijf te gaan werken als Tina Tucker, omdat hij verliefd is op haar. Hij moet samen met een nieuwe vriend brieven bezorgen, maar dat loopt niet van een leien dakje.

## Rolverdeling
| Acteur           | Personage         |
| ---------------- | ----------------- |
| Wallace Beery    | Just Baggot       |
| Marjorie Main    | Tina Tucker       |
| J. Carrol Naish  | Michel O'Sullivan |
| Darryl Hickman   | Tommy Gargan      |
| William Haade    | Red Gargan        |
| Dick Curtis      | Jim Swade         |
| Hobart Cavanaugh | Gospel Jones      |
| Joe Yule         | Barky             |